# Polinomis de Touchard
Els  Polinomis de Touchard  (en honor de Jacques Touchard), sovint també anomenats  polinomis exponencials  comprenen una seqüència polinomial de tipus binomial definida per:
{\displaystyle T_{n}(x)=\sum _{k=1}^{n}S(n,k)x^{k}=\sum _{k=1}^{n}\left\{{\begin{matrix}n\\k\end{matrix}}\right\}x^{k}}
On  S (n, k)  correspon a un nombre de Stirling de segona espècie, és a dir, el nombre de particions d'un conjunt de  n  elements en  k  subconjunts no buits. I La segona notació, que inclou l'ús de claus, va ser introduïda per Donald Knuth.
Avaluant en 1 l'n-èsim polinomi de Touchard obtenim l'n-èsim nombre de Bell, és a dir, el nombre de particions d'un conjunt d'n elements:
{\displaystyle T_{n}(1)=B_{n}}
Si  X  és una variable aleatòria amb una distribució de Poisson i un nombre esperat d'ocurrències λ, llavors el seu  n-èsim  moment és  T    n   (λ) = E ( X    n  ). Usant aquest fet es pot provar fàcilment que aquesta seqüència polinomial és de tipus binomial, és a dir, satisfà la seqüència d'identitats:
{\displaystyle T_{n}(\lambda +\mu )=\sum _{k=0}^{n}{n \choose k}T_{k}(\lambda )T_{nk}(\mu ).}
Els polinomis de Touchard constitueixen l'única seqüència polinomial de tipus binomial en la qual el coeficient del terme de primer grau de cada polinomi és 1.
Els polinomis de Touchard satisfan la relació recursiva:
{\displaystyle T_{n+1}(x)=x\sum _{k=0}^{n}{n \choose k}T_{k}(x).}
Si  x  = 1, l'expressió es redueix a la fórmula recursiva dels nombres de Bell.
La funció generatriu dels polinomis Touchard és:
{\displaystyle \sum _{n=0}^{\infty }{T_{n}(x) \over n!}t^{n}=e^{x\left(e^{t}-1\right)}.}